# 海南省妇女联合会
海南省妇女联合会（简称海南省妇联），成立于1988年10月，是中华人民共和国海南省妇女儿童工作者组成的人民团体，接受中共海南省委和全国妇联的双重领导。

## 历史沿革
1925年12月，成立广东省妇女解放协会琼崖分会。1949年3月8日，在白沙县成立琼崖妇女联合会筹备委员会。
1950年5月1日，改为海南民主妇女联合会筹备委员会。1954年，改为广东省妇女联合会海南专区分会。1958年2月，改为广东省妇女联合会海南区办事处。
1966年文化大革命开始后，妇联组织机构陷入瘫痪状态。1970年，开始恢复各级组织机构，海南行政区革命委员会政工组设组织处，兼管妇女工作。1972年，成立群众工作办公室，专管群众团体工作。1976年8月，撤销群众工作办公室，成立海南行政区妇女联合会筹备领导小组。1979年11月8日，恢复广东省妇女联合会海南行政区办事处。
1988年8月27日，成立海南省妇女联合会筹备组。1988年10月31日，正式撤销原广东省妇女联合会海南行政区办事处，成立海南省妇女联合会。
1988年12月12日至14日，海南省妇女第一次代表大会在海口市召开。

## 组织机构
内设机构
- 办公室
- 组织联络部（机关党委、机关工会）
- 宣传部
- 妇女发展部
- 权益部
- 家庭和儿童工作部

直属事业单位
- 海南省直属机关第二幼儿园
- 海南省儿童福利中心
- 东方女性杂志社

团体会员
- 海南省儿童福利会
- 海南省妇女儿童问题研究会
- 南海明珠艺术团

## 历届执委会

### 第一届
- 任期：1988年12月－1993年10月
- 主任：冯桂庄
- 副主任：黄玉梅、林廷霞

### 第二届
- 任期：1993年10月－1998年10月
- 主席：黄玉梅
- 副主席：林廷霞、王桂兰

### 第三届
- 任期：1998年10月－2003年8月
- 主席：黄玉梅
- 副主席：王桂兰、陈道娇、隋枝叶

### 第四届
- 任期：2003年8月－2008年8月
- 主席：王琼珠
- 副主席：何云霞（2003年8月－2007年1月）、符跃兰（2003年8月－2006年7月）、黄玲珍（2003年8月－2008年8月）、苻彩香（2006年9月－2008年8月）、李幼伍（2007年1月－2008年8月）

### 第五届
- 任期：2008年8月－2013年8月
- 主席：王琼珠（2008年8月[4]－2011年4月） → 刘锦（2011年6月[5]－2013年8月）
- 副主席：苻彩香、李幼伍、杨翠霞

### 第六届
- 任期：2013年8月－2018年9月
- 主席：刘锦（2013年8月[6]－2016年9月） → 苻彩香（2016年10月－2018年2月） → 李燕（2018年2月－2018年9月）
- 副主席：苻彩香（2013年8月－2016年10月）、李幼伍（2013年8月－2014年9月）、杨翠霞

### 第七届
- 任期：2018年9月－2023年9月27日
- 主席：李燕（2018年9月－2021年6月） → 种润之（2021年6月－2022年3月） → 陈健娇（2022年3月－2023年9月）
- 副主席：许振凌、林英姿、陈桦、种润之（2022年3月－；兼党组书记）

### 第八届
- 任期：2023年9月27日－
- 主席：陈健娇[7]（2023年9月－）